# Arco de Taguanes
El Arco de Taguanes es un monumento que conmemora la Batalla de Taguanes en la ciudad de Tinaquillo, en Cojedes, Venezuela. Se trató de un enfrentamiento que estuvo protagonizado por lanceros comandados por los generales Atanasio Girardot, Fernando Figueredo y Rafael Urdaneta, quienes alcanzan en las sabanas de Taguanes al Coronel Julián Izquierdo, comandante del ejército español y le causan la derrota en esta árida llanura donde el entonces sargento José Laurencio Silva cumple hazañas de valor .
En la parte superior del arco está escrito: "Campaña Admirable el gobierno y pueblos del estado a la gloria de los héroes de Tinaquillo y Taguanes. En el primer Centenario de aquellas jornadas Libertarias."
El monumento o Arco de Taguanes fue construido en 1913, bajo la administración del Gobernador José Felipe Arcay, para conmemorar los 100 años de la batalla que se realizó el 31 de julio de 1813.